# دیانا باکاسی
دیانا باکاسی (به ایتالیایی: Diana Bacosi) (زاده ۱۳ ژوئیه ۱۹۸۳ در ایتالیا)، ورزشکار زن در رشته تیراندازی می‌باشد، او موفق شد در بازی‌های المپیک تابستانی ۲۰۱۶ مدال طلا را در رشته تیراندازی به اهداف پروازی زنان به دست بیاورد.